# Tossal de la Llosada
Tossal de la Llosada – szczyt górski w Pirenejach Wschodnich. Administracyjnie położony jest w Andorze, na granicy parafii Encamp i Canillo. Wznosi się na wysokość 2548 m n.p.m.
Na południe od szczytu usytuowany jest Alt del Griu (2874 m n.p.m.), natomiast na południowym wschodzie położony jest Pic Alt del Cubil (2833 m n.p.m.). Na południe od Tossal de la Llosada rozciąga się dolina potoku Riu de les Deveses, natomiast w pobliżu szczytu swoje źródła mają strumienie Riu de la Solana del Forn, Riu de la Bor oraz Riu de la Llosada.